# Estación de Montecarmelo
Montecarmelo es una estación de la línea 10 del Metro de Madrid situada en Montecarmelo (barrio de El Goloso, distrito de Fuencarral-El Pardo), en la intersección de la avenida de Montecarmelo con la calle del Monasterio de Samos.

## Historia
La estación se abrió al público el 26 de abril de 2007 dentro del proyecto MetroNorte que consistía en la ampliación de la línea 10 hacia el norte para dar servicio a Alcobendas y San Sebastián de los Reyes.

## Accesos
Vestíbulo Montecarmelo
- Avda. Monasterio de Silos Avda. Monasterio de Silos, 63
- Ascensor Avda. Monasterio de Silos, 63

## Líneas y conexiones

### Metro
| << cabecera            | < estación | línea | estación >  | cabecera >>                                  |
| ---------------------- | ---------- | ----- | ----------- | -------------------------------------------- |
| Hospital Infanta Sofía | Las Tablas |       | Tres Olivos | Puerta del Sur Cambio de tren en Tres Olivos |

### Autobuses
| Diurnos   |                                             |                                                         |
| Línea     | Destino                                     | Parada                                                  |
| 134       | Montecarmelo                                | 1021 METRO MONTECARMELO (Av. Monasterio de Silos)       |
| 170       | Sanchinarro                                 | 1021 METRO MONTECARMELO (Av. Monasterio de Silos)       |
| 178       | Montecarmelo                                | 1021 METRO MONTECARMELO (Av. Monasterio de Silos)       |
| 134       | Plaza de Castilla vía Barrio del Pilar      | 1029 METRO MONTECARMELO (Av. Monasterio de El Escorial) |
| 170       | Arroyo del Fresno                           | 1029 METRO MONTECARMELO (Av. Monasterio de El Escorial) |
| 178       | Plaza de Castilla vía Carretera de Colmenar | 1029 METRO MONTECARMELO (Av. Monasterio de El Escorial) |
| Nocturnos |                                             |                                                         |
| Línea     | Destino                                     | Parada                                                  |
| N23       | Montecarmelo                                | 1021 METRO MONTECARMELO (Av. Monasterio de Silos)       |
| N23       | Plaza de Cibeles                            | 1029 METRO MONTECARMELO (Av. Monasterio de El Escorial) |